# Quddús
Jináb-i-Quddús (1820-1849) foi o título de Mullá Muhammad `Alí-i-Bárfurúshí, que era o discípulo mais proeminente do Báb, fundador da Fé Bábí. Era a décima oitava e última Letra da Vida.

## Origem
Há muitas fontes diferentes que indicam que Quddús nasceu entre o período de 1815 a 1822. A última data é mencionado por Nabíl-i-A`zam, em sua obra "Os Rompedores da Alvorada". Amanat [1987] justifica que a data mais provável era em 1819 a 1820 pois está mais em conjunto com outras fontes. Quddús nasceu em uma família de cultivadores de arroz os subúrbios de Bárfurúsh. Ele passou parte de sua infância como um servo doméstico na casa do xeique local conhecido como Mullá Muhammad-Hamza Sharí`at-madár.

### Educação
Ele foi enviado para a cidade de Sárí  para ser educado em um madraçal, escola islâmica. Por volta da metade da década de 1830 ele conheceu Mullá Husayn (o primeiro Letra da Vida) e outros futuros Bábís após ele participar de um pequeno grupo de estudantes em Mexed.
Quanto ele tinha dezoito anos, Quddús partiu para Carbala e passou quatro anos como estudante no grupo de Siyyid Kázim. Ele retornou para Bárfurúsh por volta de 1843. Ele era descrito como um mulá (líder religioso) carismático com "afabilidade, combinado com dignidade e firmeza" e ele tornou-se uma pessoa notável em sua cidade. Mírzá Músá, irmão de Bahá'u'lláh, que conheceu ele em 1846, disse: "qualquer um que esteve intimamente associado com ele esteve impressionado com uma admiração insaciável pelo encanto do jovem".

## Introdução a Fé Babí
Ele conheceu o Báb em Xiraz e viajou com ele como seu companheiro em sua peregrinação para Meca, partindo de Búshihr em Outubro de 1844, e chegando em Meca no dia 12 de dezembro de 1844. Durante essa visita o Báb fez sua primeira declaração pública, abertamente desafiando Mírzá Muhít-i-Kirmání, um dos mais destacados exponentes da escola Shaykhí, e enviando uma carta transportada por Quddús para o Sharif (líder tribal) de Meca.
Ao voltar para Búshihr (por volta de Fervereiro–Março de 1845), o Báb indicou a Quddús que eles nunca mais se encontrariam:inexpressável
"Será inexpressável sua alegria de degustar do copo do martírio por Sua causa. Eu, também, devo trilhar no caminho do sacrifício, e juntarei-me a você no reino da eternidade."
(citado no Os Rompedores da Álvorada, pg 143)
Em Shiraz, Quddús experimentou sua primeira perseguição como um Bábí, quando ele e Mullá Sádiq tiveram suas barbas queimadas, depois seus narizes foram perfurados, e rosqueados com cabeçadas; "então, sendo conduzido pelas ruas nestas condições vergonhosas, eles foram expulsos da cidade." Após sua expulsão ele viajou por volta da Pérsia ensinando a nova religião, e foi um dos três personagens principais na Conferência de Badasht (Junho-Julho de 1848), no qual Quddús advocou a religião Bábí a ser menos militar e mais conservador.

### Batalha do Forte Tabarsi
A partir de 10 de outubro de 1848 até 10 de maio de 1849, o primeiro confronto militar ocorreu entre os Bábís e as forças armadas locais, incitados pelos cleros islâmicos. Um grupo de 200 Bábís foi atacado inicialmente por multidões em Bárfurúsh, e fugiram para o próximo do santuário de Shaykh Tabarsi, onde construíram um forte defensivo e receberam ataques de escalada, sendo feitas inicialmente invasões locais, porém mais tarde foi organizado regimentos imperiais. Embora o conflito inicial envolvesse Mullá Husayn, Quddús tornou-se o comandante dos Bábís após sua chegada no forte.
Sobre os meses que seguiu, os historiadores Bahá'ís descrevem um número de eventos miraculosos em que uma faixa pequena de soldados inexperientes enfrentava a força das tropas do governo que eram diversas vezes maior do que seu tamanho, e assim saindo sempre vitorioso. Durante o último mês dos Bábís no forte eles ficaram sem alimento e água, e sobreviveu consumindo os ossos de cavalo e o couro de sapato. A batalha transformou-se embaraçosa para as autoridades persas, e foi terminada pelo príncipe Mihdí-Qulí Mírzá, que emitiu a Quddús uma cópia do Alcorão. Na abertura do Sura foi escrito:
"Eu juro por este livro mais sagrado, pela retidão de Deus que o revelou, e pela missão dele que foi inspirado com seus versos, que eu não estimo nenhuma outra finalidade do que para promover a paz e a amizade entre nós. Vindo adiante de sua fortaleza e descanso asseguro que nenhuma mão será esticada contra você. Você e seus companheiros, eu solene declaro, estão sob a proteção do Todo-Poderoso, Muhammad o nosso profeta, e de Násiri’d-Dín Sháh o nosso soberano . Eu prometo minha honra que nenhum homem, neste exército ou nesta vizinhança, nunca tentará lhe atacar. A praga de Deus, e a vingança do Onipotente, peço sob a mim em meu coração caso eu estimo algum outro desejo daquele que eu tenho declarado."
(Os Rompedores da Alvorada, pg 399)
Após abandonarem o forte, eles foram recolhidos em uma barraca e desarmados, e alguns foram levados como prisioneiros. O exército cercou e destruiu o forte, tendo depois disparado ataque contra os Babís e assim matando a todos.

### Morte
Quddús mesmo foi acompanhado pelo príncipe a Barfurúsh, onde a população local estava comemorando. O plano do príncipe era de tomar seu prisioneiro a Teerã e dá-lo ao Xá. Entretanto, o Sa'ídu' l `Ulamá de Barfurúsh jurou negar-se de se alimentar e dormir até a hora que pudesse matar Quddús com suas próprias mãos. O príncipe arranjou uma reunião com Quddús e o `Ulamá, e entregou-lhe mais tarde seu prisioneiro para ele. Em 16 de maio de 1849 Quddús foi cedido a uma multidão irritada. Registros de Nabíl-i-A`zam: " Pelo testemunho de Bahá'u'lláh, essa juventude heróica, que estava ainda no ponto inicial de sua vida, foi sujeitada a tais torturas e sofreu tal morte como mesmo Jesus não tinha enfrentado na hora de sua grande agonia."  Seu corpo foi rasgado em partes e suas partes jogadas em um fogo. Alguns restos mortais foram recolhidos por um amigo e enterrado em um lugar próximo.
Naquele tempo, o Báb estava aprisionado em Chihríq, e ficou tão afligido que parou de escrever e ditar num período de seis meses.
Após dois anos da batalha do Forte Tabarsi, Abbás-Qulí Khán (o general da batalha) foi escutado descrevendo ao príncipe, comparando a batalha com a Batalha de Carbala, e a si mesmo como Shimr Ibn Thil-Jawshan, a quem matou Imam Husayn.

## Posição de Quddús
"A respeito da posição de Quddus, deve de nenhuma maneira ser considerado ter tido uma posição de um profeta. Sua posição sem nenhuma dúvida era muito exaltado, e bem acima das outras Letras da vida, incluindo a primeira letra, Mullá Husayn. Quddus refletiu mais do que qualquer um dos discípulo do Báb a luz de seu ensino.
(uma carta escrita por Shoghi Effendi)